# Pergament

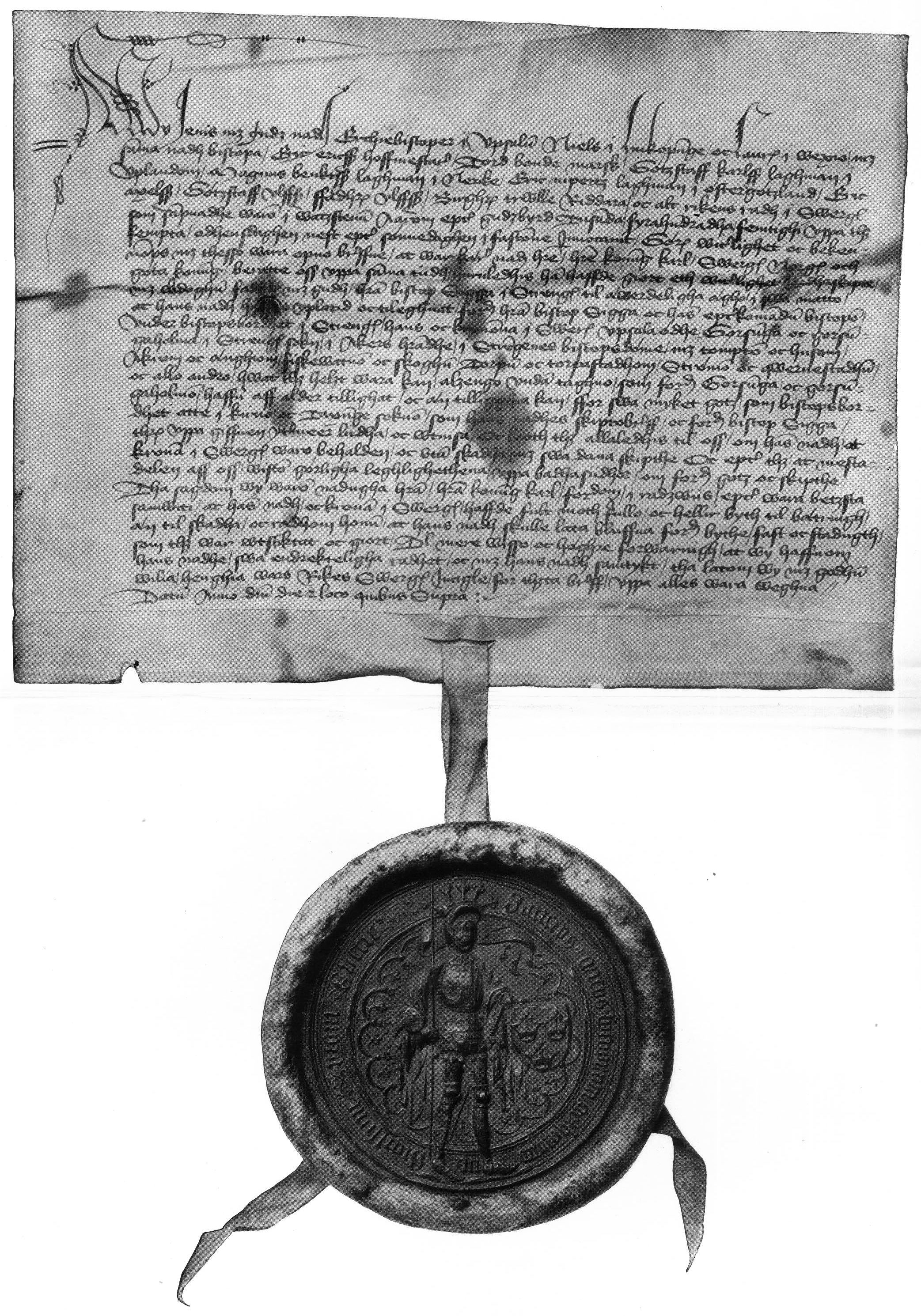
Brev på pergament, daterat Vadstena 26 februari 1455. Sveriges rikes sigill vidhänger.

Pergament är tunn, ogarvad men fullständigt avhårad och från köttrester renskavd djurhud, mest av får, get, kalv eller svin. Pergament har gulvit färg och en glatt, svagt skiftande yta. Det används som skrivmaterial samt även till bokband och trumskinn med mera.

## Ursprung
Namnet "pergament" kommer från staden Pergamon i dagens Turkiet där enligt traditionen tillverkningen av pergament uppfanns. Pergamon hade ett stort bibliotek och behövde mycket papyrus, men under en period vägrade egyptierna att sälja papyrus till dem och man tvingades då att söka nya alternativ – såsom skinn från djur.

## Pergamentsorter
De tunnaste kvaliteterna kallas veläng (velin) efter franskans vélin (från äldre franskans veel = kalv), här syftande på att man ofta använde kalvskinn. Även skinn av lamm användes.
Velängpapper är en modern efterlikning gjord av träfibrer på en så finmaskig vira att inga streckmärken syns i papperet.
Vegetabiliskt pergament är en sorts papper som gjorts vattentätt genom behandling med zinkklorid eller svavelsyra.

## Användning idag
Pergament används inom bokbinderi, framför allt som klädning för rygg och pärmar.